# Nomós Lésvou
Nomós Lésvou var en prefektur i Grekland. Den låg i regionen Nordegeiska öarna, i den östra delen av landet, 260 km nordost om huvudstaden Aten. Antalet invånare är 86 436. Arean är 1 633 kvadratkilometer. Perfekturen bestod av öarna Lemnos, Lesbos och Agios Efstratios.
Perfekturen delades 2011 i regiondelarna Lemnos och Lesbos.